# Yepp

Logo der Yepp-Serie

Yepp (Akronym für engl. young, energetic, passionate, personal – jung, dynamisch, leidenschaftlich, persönlich) ist eine Audio- und Multimediaspielerserie der südkoreanischen Firma Samsung. Alle Abspielgeräte der Serie enthalten stellvertretend ein YP in ihrer Artikelnummer. Das derzeitige Vorzeigemodell, das aufgrund seines Touchscreens und des größeren Funktionsumfanges in direkter Konkurrenz zum iPod touch steht, ist der Yepp P3.

## Aktuelle Abspielgeräte

### Vergleich der aktuellen Abspielgeräte
| Modell | Bild | Farbe                                      | Kapazität      | Hauptfunktionen | Datenverbindung |
| ------ | ---- | ------------------------------------------ | -------------- | --- | --------------- |
| YP-P2  |      | Schwarz, Weiß, Rot                         | 2, 4, 8, 16 GB | 3.0" LCD, MPEG4/WMV Videospieler, UKW-Radio, Spiele, Textanzeige, Bluetooth (Datenaustausch und Telefonverbindung), Touchscreen | MTP/UMS         |
| YP-U4  |      | schwarz-blau, schwarz-rot, schwarz-violett | 2, 4GB         | 1.0" OLED-Bildschirm, RDS-UKW-Radio, Sprach- u. Radioaufnahme | MTP/UMS         |
| YP-U3  |      | Schwarz, grün, weiß, rosa, blau            | 1, 2GB         | 1.0" OLED-Bildschirm, UKW-Radio, Sprachaufnahme | MTP             |
| YP-T10 |      | Schwarz, weiß, rot, lmonengelb, aubergine  | 2, 4, 8 GB     | 2.0" QVGA TFT LCD, 320x240 Pixel, MPEG4, WMV, SVI Videospieler, GUI-Oberfläche, Sprach- und Radioaufnahme, UKW-Radio, Spiele, Bild- und Textanzeige, Bluetooth 2.0, Datacasts, 30 Std. Abspielzeit (Musik), 6 Std. Abspielzeit (Video), 4 Std. Abspielzeit bei eingeschaltetem Bluetooth | MTP/UMS         |
| YP-T9  |      | Schwarz                                    | 1, 2, 4 GB     | 1.8" TFT-LCD, MPEG4, MMV Videospieler, Sprach- und Radioaufnahme, UKW-Radio, Spiele, Textanzeige, Bluetooth, 30 Std. Abspielzeit (Musik), 6 Std. Abspielzeit (Video) | MTP/UMS         |
| YP-S5  |      | Schwarz,                                   | 2, 4, 8 GB     | 1.8" TFT LCD, MPEG4 Videospieler, UKW-Radio, Sprachaufnahme, Spiele, Textanzeige, Bluetooth | MTP/UMS         |
| YP-R1  |      | Schwarz, Silber, Pink                      | 8, 16 GB       | 2.6" TFT LCD 400 × 240 Pixel, MPEG4 und DiVX Videospieler, UKW-Radio, Sprachaufnahme, Spiele, Textanzeige, Bluetooth, Touchscreen, BEAT DJ, Bilder, Widgets, Hintergrundbilder, TV-Output                                                                                                | MTP/UMS         |

#### YP-S2
Er verfügt über eine Wiedergabedauer von 13 Stunden und sein Display über LED-Effekte. Die WMDRM-Digital Rights Management-Software ermöglicht, die Übertragung von Media-Dateien auf den MP3-Player zu unterbinden.

#### YP-P2

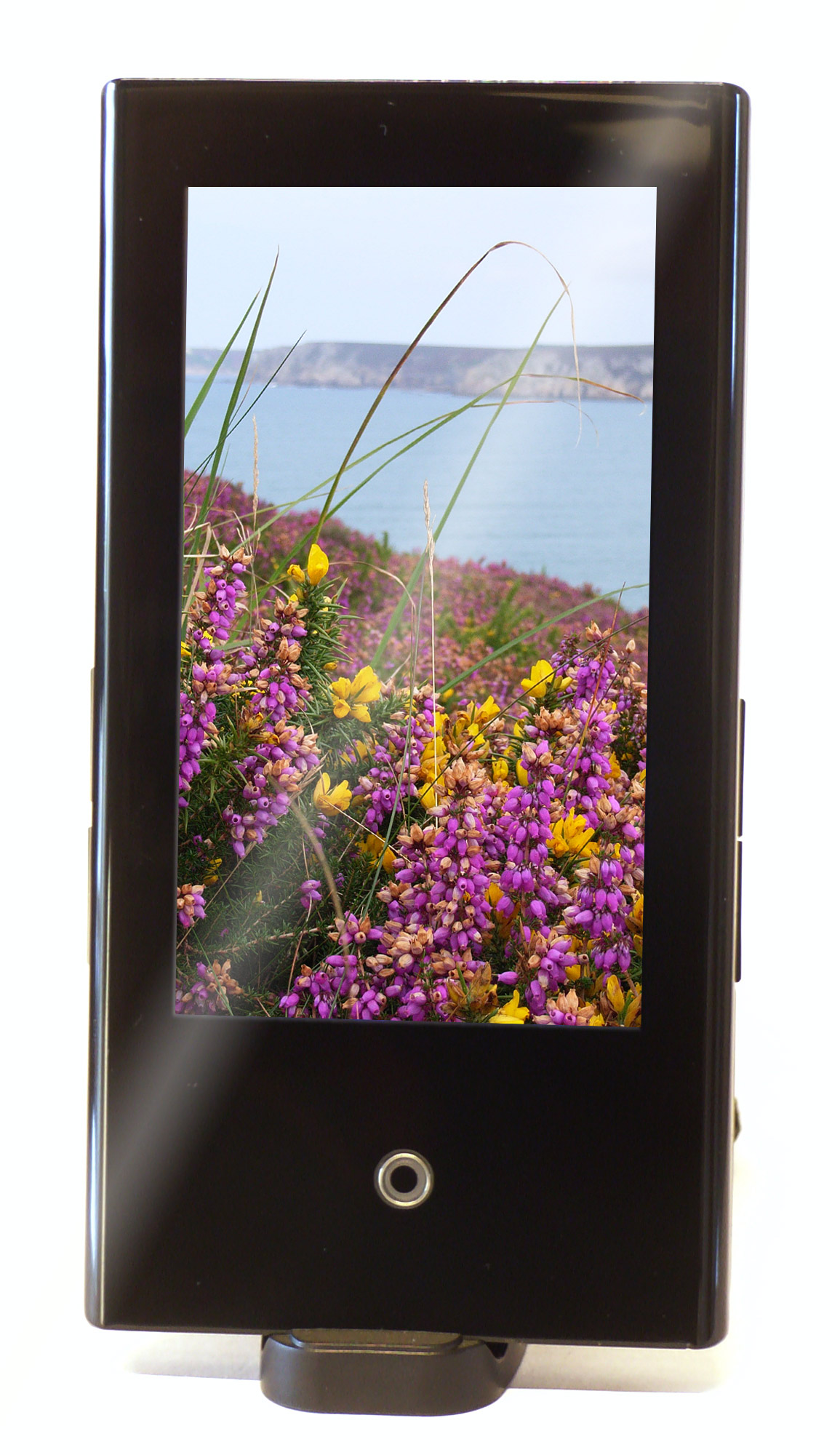
Samsung P2 (Diashow)

Der P2 ist ein auf Flashspeicher basierender tragbarer Multimediaspieler. Zur Ausstattung und zum Funktionsumfang gehören ein 3"-Touchscreen mit einer Auflösung von 480x272 Pixeln, Wiedergabe von MP3-, WMA-, AAC- und FLAC-Audiodateien, eine Bluetooth 2.0-Datenverbindung, ein UKW-Radio, ein Textanzeigeprogramm, Samsungs DNSe Tonoptimierung, Spiele, Diktier- und Videoabspielfunktionen (MPEG4 und WMV).
Im Gegensatz zum iPod touch verfügt der Samsung P2 über keine WiFi-Schnittstelle. Dafür kann er allerdings eine Verbindung zu einem Mobiltelefon herstellen, welches das Bluetooth Hands Free-Profil beherrscht. Dabei werden eingehende Anrufe direkt auf den P2 durchgestellt und man kann ebenfalls über den P2 Telefonverbindungen aufbauen. Des Weiteren kann man zwei Bluetooth-Kopfhörer gleichzeitig zum Musikhören verwenden oder Dateien über Bluetooth zum Beispiel zu einem anderen P2 oder zu einem Handy transferieren.
Ein weiterer Unterschied zum iPod ist, dass man, wie auch bei allen Geräten der Yepp-Serie, Dateien einfach per Drag&Drop auf den P2 bzw. vom P2 ziehen kann. Nach entfernen des USB-Kabels wird die Datenbank im P2 automatisch aktualisiert.
Weitere Funktionen sind unter anderem ein Kalender, ein Wecker, ein Adressbuch, eine Weltzeituhr, ein Taschenrechner sowie Datacasts (ähnlich Apples Podcasts).
Eine Art des Coverflow, wie ihn Apple beim iPod verwendet, ist auch im P2 vertreten. Diese Funktion, wie auch viele weitere wurden erst in neuen Firmwareversionen, den sogenannten Bluewaves, integriert. Daher ist es sinnvoll, die Firmware des P2 auf dem neuesten Stand zu halten. In der aktuellen Firmwareversion 5.08 sind neben der beschleunigenden oder verlangsamenden Wiedergabe von Musik und Video, auch eigene Skins möglich.

#### YP-U3
MP3-Player mit 4 GB Flash-Speicher und RDS-Tuner. An Musikformaten unterstützt er MP3, WMA, WAV, OGG und ASF. Die Sprachaufzeichnung erfolgt im MP3-Format.

#### YP-T10
Der MP3-Player Samsung YP T-10 verfügt ein integriertes UKW-Radio und eine Wiedergabedauer von 30 Stunden mit einer Akkuladung. Die grafische Benutzeroberfläche (GUI) führt mit einer Fun-Character-Animation durch das Menü. Darüber hinaus gibt es Flash-animierte Spiele. Weitere Features sind Bluetooth 2.0-Funktion und die Möglichkeit der Sprach/- oder Radioaufzeichnung im MP3-Format (128kbit/s).
Er wird mit 2 GB, 4 GB und 8 GB Speicher angeboten. Durch Firmware-Updates können neue Funktionen, etwa neue GUI-Designs oder Abspielformate, hinzugefügt werden.

#### YP-S5
MP3-Player mit 4 GB Speicherplatz.
Er besitzt einen Slide-out-Lautsprecher, der den YP-S5JA in eine Mini-Stereoanlage verwandelt, und eine Bluetooth-Schnittstelle. Das Headset reagiert auf eingehende Anrufe eines Bluetooth-fähigens Mobiltelefons.

## Ältere Abspielgeräte

### YP-K3 und YP-K5
Die Modelle der K5-Reihe besitzen einen integrierten, herausschiebbaren Lautsprecher und wahlweise 1,2 oder 4 GB Speicher. Die Modelle der K3-Reihe sind aufgrund der nicht vorhandenen Lautsprecher flacher als die der K5-Serie, sonst aber weitgehend identisch. Die K-Serie wurde durch die S5-Serie ersetzt.

### YP-Z5

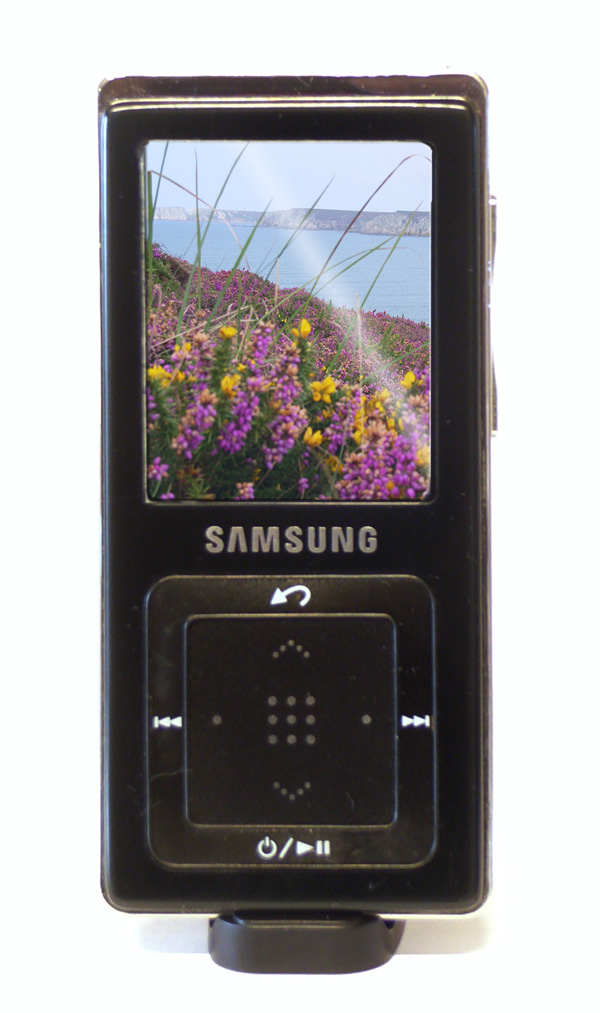
Samsung Yepp Z5 (Diashow)

Die Z5-Serie zeigt erstmals bei Samsung halbtransparente Menüs und verfügt über 1,2 oder 4 GB Flashspeicher. Die Geräte der Z5F-Serie haben zusätzlich ein UKW-Radio und eine Sprachaufnahmefunktion. Das Menü wurde von Paul Mercers Inventor Grafikgestaltungsgesellschaft entwickelt, die ebenfalls die Oberfläche einiger iPods gestaltete.
Der Z5 sollte ursprünglich vermutlich über eine Videoabspielfunktion verfügen, die allerdings für weitere Tests aus der offiziellen Firmwareversion entfernt wurde.